# Нить Ариадны (фестиваль)
«Нить Ариадны» — международный фестиваль творчества людей с особенностями психического развития, проходящий с 2010 года в Москве. В рамках фестиваля проходит научно-практическая конференция. Среди мест проведения фестиваля: Театр Ермоловой, Дом кино, Центральный дом учёных Российской академии наук, Государственный музей изобразительных искусств им. А. С. Пушкина, Отдел личных коллекций и Центр эстетического воспитания детей и юношества «Мусейон», Московский академический художественный лицей Российской академии художеств, Научно-практический центр психического здоровья детей и подростков, Мультимедиа Арт Музей, Московский драматический театр под руководством А. Джигарханяна, Московский «Театр Луны».

## Программа фестиваля
Участники выдвигаются в семи номинациях: театральное, концертное, литературное творчество, фотография, кино, изобразительное и прикладное искусство, мультимедийные проекты (журналистика).